# Михайловский собор (Переяславль)
Собор Михаила Архангела — утраченный православный храм в Переяславле-Русском, кафедральный собор Переяславской епархии. Один из крупнейших древнерусских храмов домонгольского периода.

## История
Был построен по инициативе митрополита Переяславского Ефрема, заложившего также ряд других переяславских храмов. Освящён в 1089 году. Собор находился в юго-западной части Переяславского детинца и являлся усыпальницей переяславских князей. Храм находился на епископском дворе, рядом с ним были расположены епископский дворец и Епископские ворота. В 1124 году собор пострадал от землетрясения, но был восстановлен. Новое землетрясение нанесло храму урон в 1230 году. Михайловский собор был разграблен и разрушен в 1239 году во время взятия Переяславля войсками Батыя. На части его фундамента в 1646—1666 годах была построена деревянная соборная церковь Михайловского монастыря. Остатки фундамента, открытые при раскопках в 1949 году, можно видеть в Музее архитектуры древнерусского Переяслава.

## Описание
Параметры Михайловского собора, установленные в ходе раскопок, составляли 27,6 м в ширину и 33 м в длину. В плане он близок киевскому Софийскому собору и внутри членился колоннами на пять продольных частей — нефов. Стены были украшены фресками и мозаикой, а пол был вымощен мозаикой, шиферными плитами и разноцветными глазированными плитками. Собор имел две пристройки — перед центральным входом и у северо-восточного угла.

## Галерея

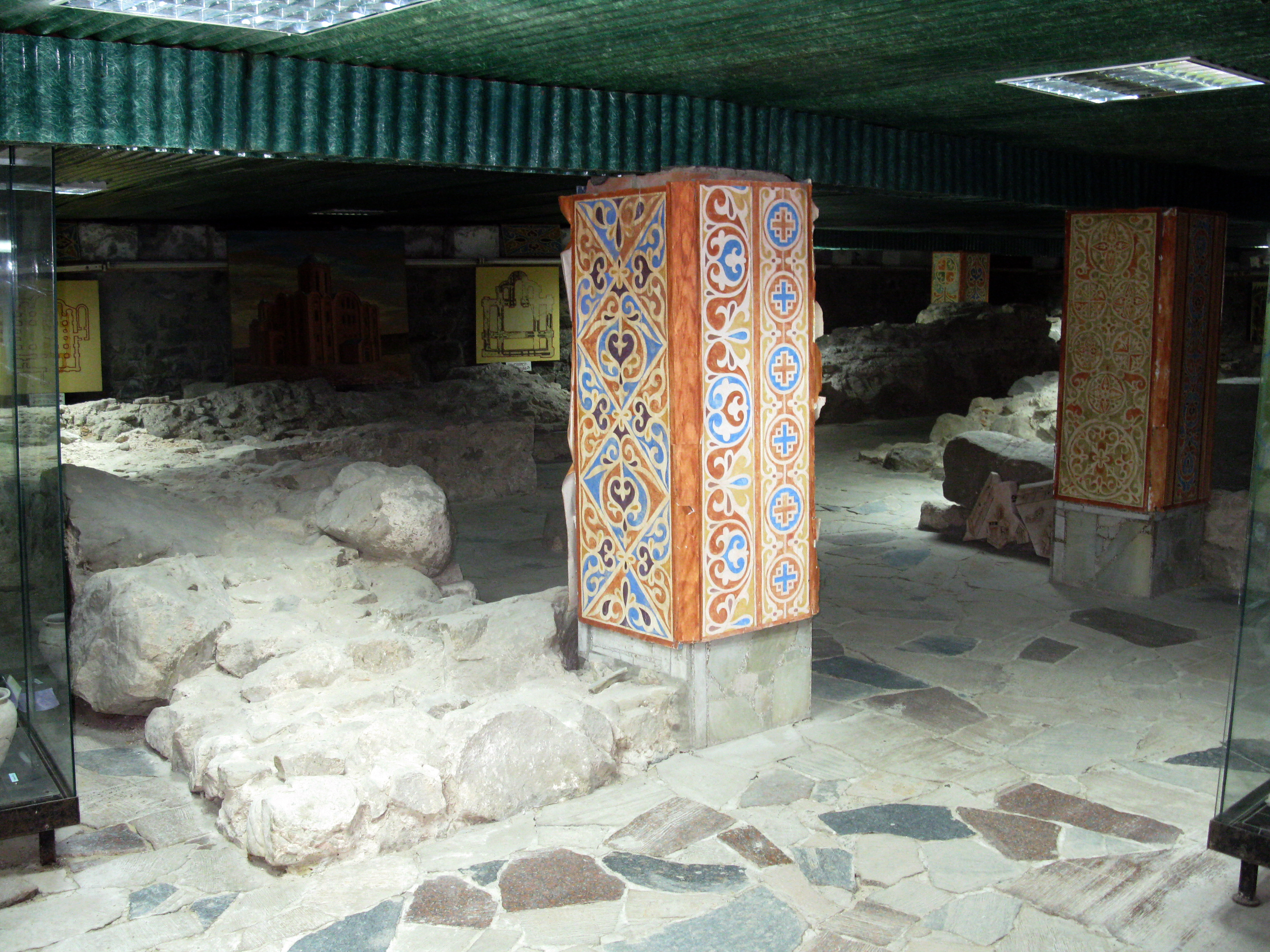
Остатки фундамента
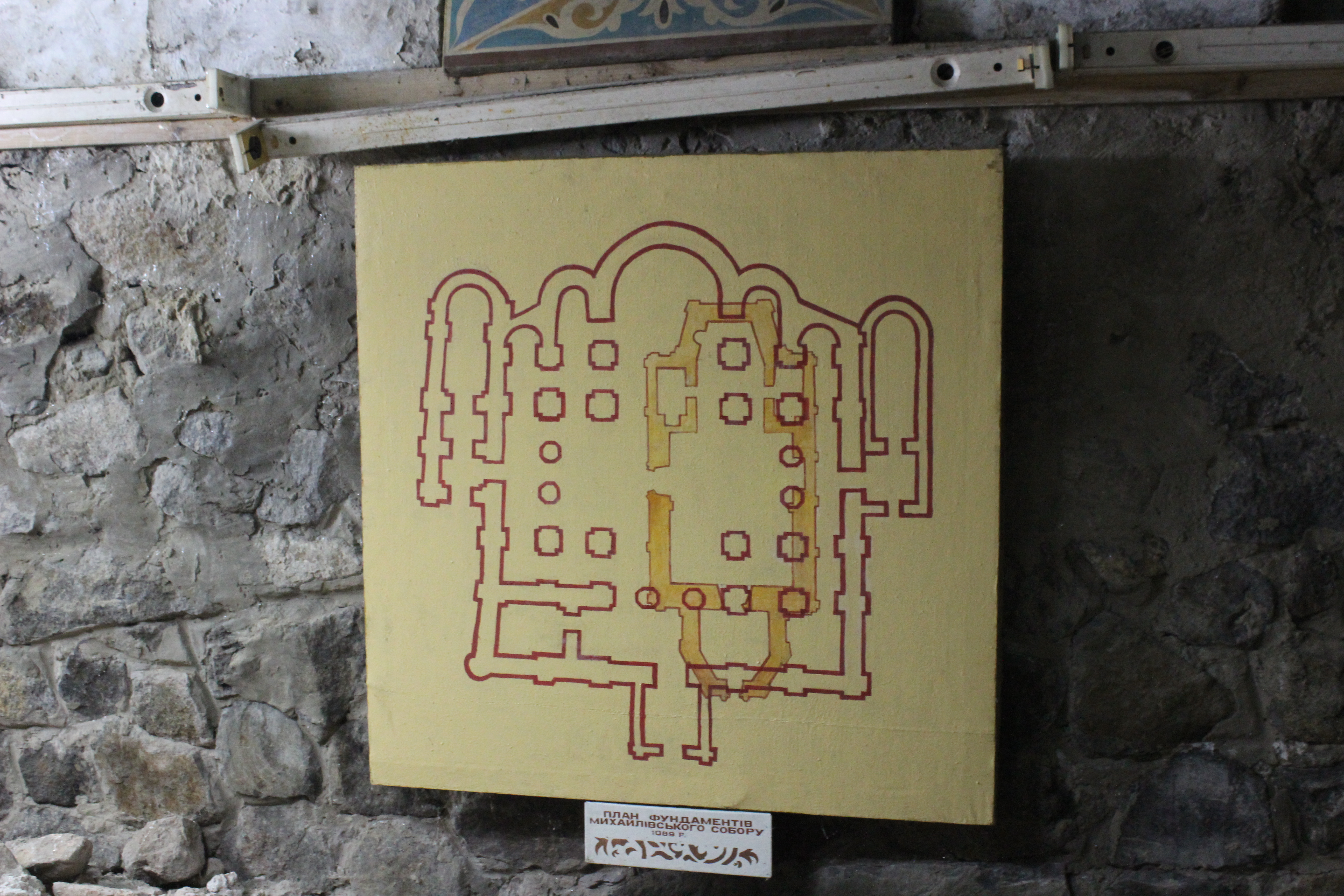
Схема строения
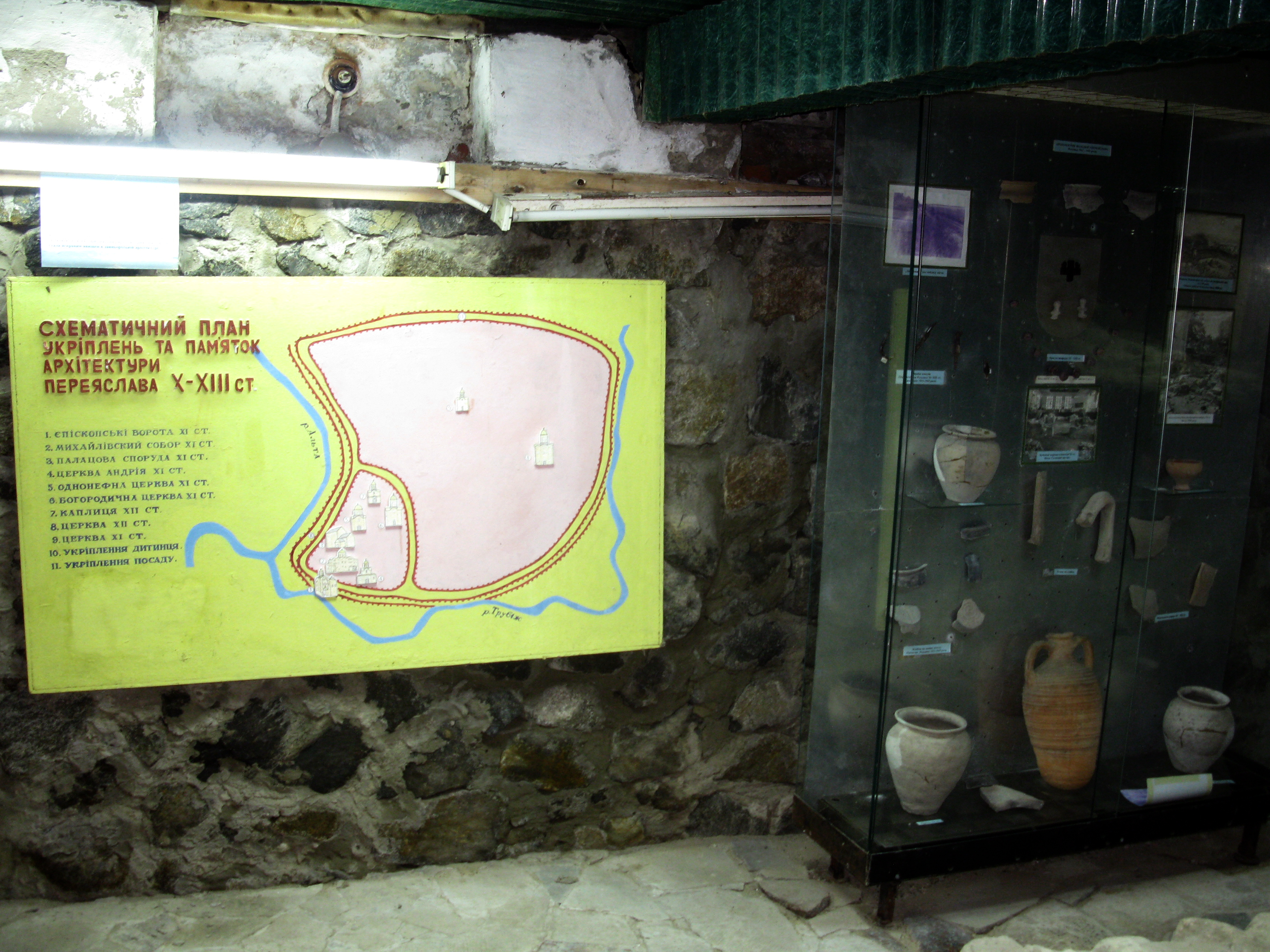
Расположение в детинце